# Nuno Tristão Futebol Clube
Maillots
Actualités

Le Nuno Tristão Futebol Clube est un club bissau-guinéen de football basé à Bula. Il porte le nom de Nuno Tristão, un explorateur portugais du XVe siècle.

## Historique
- 1948 : fondation du club sous le nom de Nuno Tristão FC
- 1974 : le club est renommé Bula FC
- 2007 : le club est renommé Nuno Tristão FC

Fondée en 1948 dans la ville de Bula sous le nom de Nuno Tristão FC. En 1974, il change de nom et devient le Bula FC, et remporte cinq ans plus tard la Coupe de Guinée-Bissau.
Plus tard en 2007, il reprend son ancien nom, gagnant en 2014, le titre de champion, devenant ainsi le deuxième club n'appartenant à la capitale à vaincre le championnat majeur de la Guinée-Bissau.

## Palmarès et records

### Palmarès
Le palmarès du Nuno Tristão Futebol Clube se concentre en un titre par compétition majeure en Guinée-Bissau.
| Compétitions nationales | Compétitions internationales                                                                     |
| --- | ------------------------------------------------------------------------------------------------ |
| - Championnat de Guinée-Bissau (1) - Champion : 2014 - Vice-champion : 2017 - Coupe de Guinée-Bissau (1) - Vainqueur : 1979 - Finaliste : 1984 et 1987 - Supercoupe de Guinée-Bissau (1) - Vainqueur : 2014 | - Coupe d'Afrique des vainqueurs de coupe (0) - Meilleure performance : Tour préliminaire (1980) |

### Participation aux compétitions africaines
Cette page présente l'historique complet des matchs africains disputés par le Nuno Tristão Futebol Clube depuis 1980.
| Date | Tour              | Adversaire | Score aller | Score retour | Compétition                             |
| ---- | ----------------- | ---------- | ----------- | ------------ | --------------------------------------- |
| 1980 | Tour préliminaire | Casa Sport | 5-1         | 1-0          | Coupe d'Afrique des vainqueurs de coupe |

#### Bilan
Mise à jour avant la saison 2016
| Coupe                                   | Saisons | Matchs Joués | Victoires | Nuls | Défaites | Buts marqués | Buts encaissés | Différence de but |
| Coupe d'Afrique des vainqueurs de coupe | 1       | 2            | 0         | 0    | 2        | 1            | 6              | -4                |
| TOTAL                                   | 1       | 2            | 0         | 0    | 2        | 1            | 6              | -5                |